# Молдова (река)
Молдо́ва (устар. Молдава; рум. Moldova) — река в Румынии, правый приток Сирета, протекает по территории жудецов Сучава, Яссы и Нямц на северо-востоке страны.

## Описание
Длина реки составляет 213 км, площадь бассейна — 4299 км².
В словаре Брокгауза и Ефрона (1911—1916 годов) предполагается, что от русского названия реки Молдава получила своё русское название вся страна Молдавия, с 1350 года самостоятельное государство, и она дала название Молдавскому княжеству (господарству). Позже её название получило государство Республика Молдова.
Берёт начало в Восточных Карпатах, в Буковине, на северо-западе жудеца Сучава в Буковине. В верховье долина узкая и глубокая, затем долина расширяется до 3—5 км. Генеральным направлением течения реки является юго-восток. Устье находится возле города Роман, где вподает в Серет) на востоке жудеца Нямц. Половодье весной. Зимой на два — три месяца замерзает. Несудоходна.
Притоки: Хумор, Суха-Маре, Молдовица, Рышка, Нямц. На реке Молдова стоят города Кымпулунг-Молдовенеск, Гура-Хуморулуй, Роман.